# Stötten am Auerberg

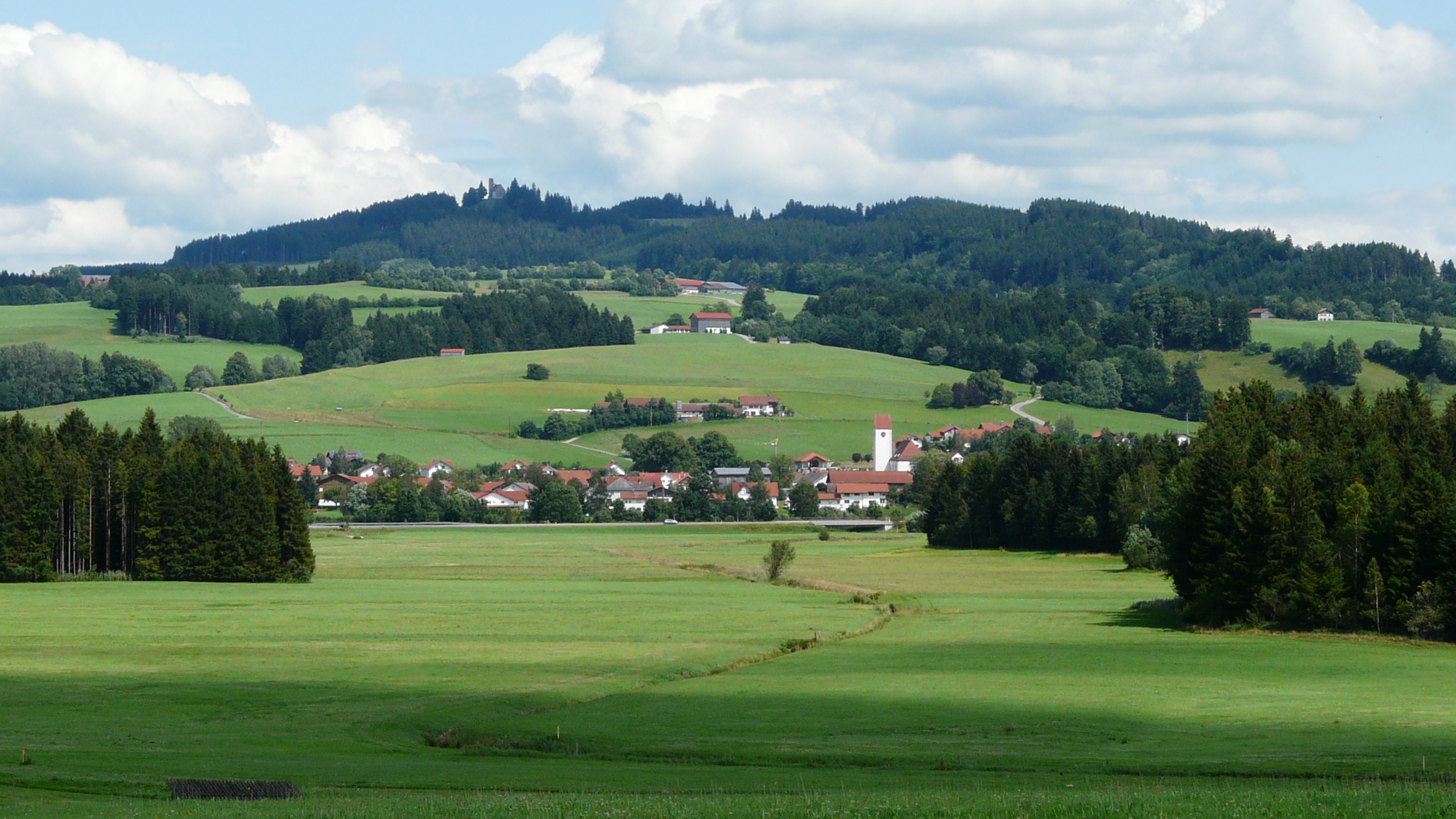
Stötten am Auerberg von Westen

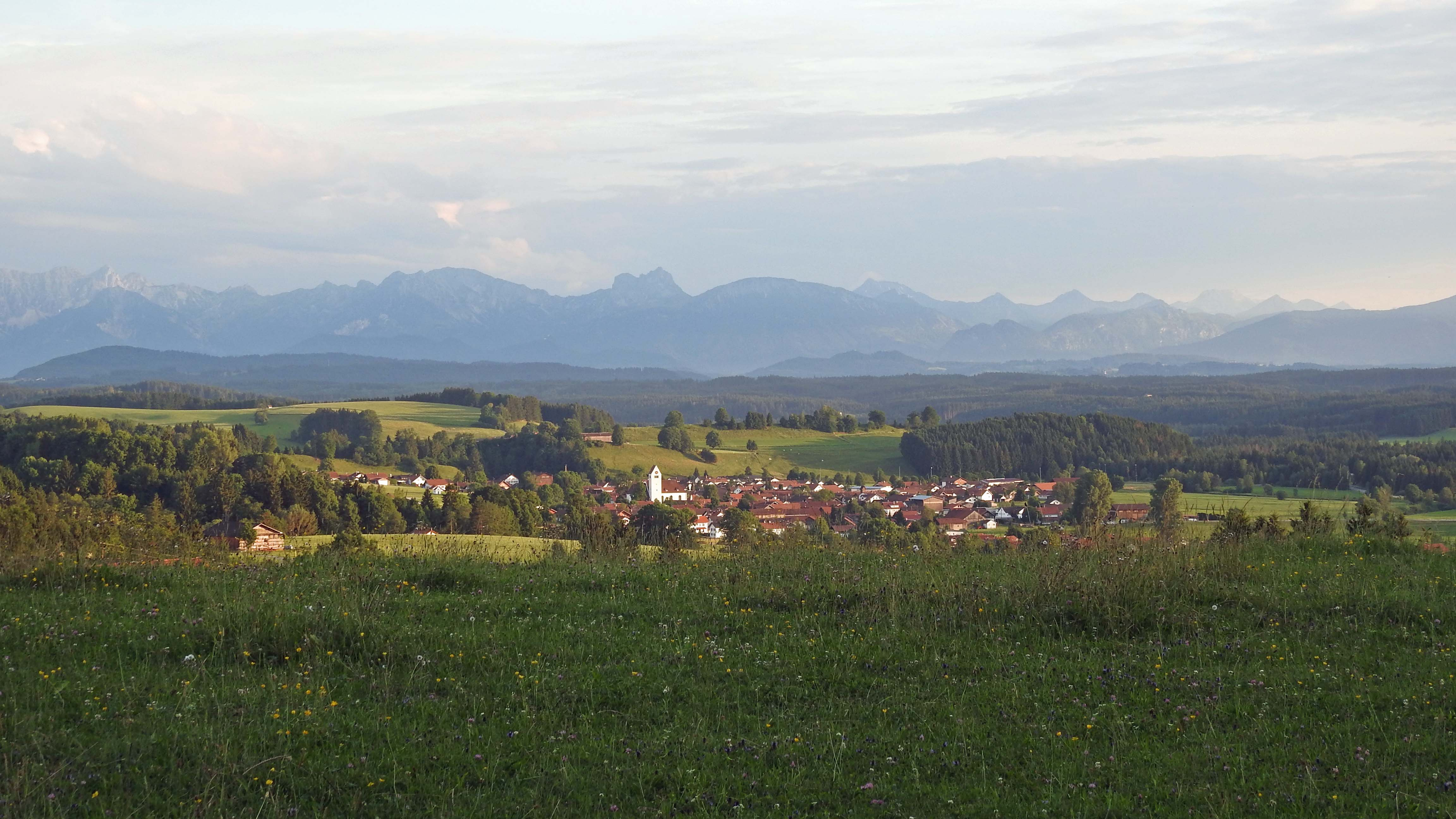
Stötten am Auerberg von Norden

Stötten am Auerberg (amtlich: Stötten a.Auerberg; mundartlich: Schdeedda) ist eine Gemeinde im schwäbischen Landkreis Ostallgäu. Der gleichnamige Hauptort ist Sitz der Verwaltungsgemeinschaft Stötten am Auerberg.

## Geographie
Die Gemeinde liegt im Allgäu. Die Landschaft um Stötten wird insbesondere durch den 1055 m hohen Auerberg im Osten und die Stöttener Hochmoore im Tal der Geltnach westlich des Ortes gekennzeichnet. Die Geltnach, ein Zufluss der Wertach, wurde 1912 wegen häufiger Hochwasser reguliert. Westlich des Ortes bestand ein von der Geltnach durchflossener, ab 1798 trockengelegter großer See.  Die Gemeinde liegt in einer Höhenlage zwischen 722 und 1024 m ü. NHN.
Es gibt die Gemarkungen Remnatsried, Steinbach, Stötten am Auerberg.
Es gibt 27 Gemeindeteile (in Klammern ist der Siedlungstyp angegeben):
- Bachthal (Weiler)
- Bichel (Weiler)
- Buchen (Dorf)
- Burgleiten (Dorf)
- Dattenried (Weiler)
- Echt (Weiler)
- Geisenhofen (Weiler)
- Heggen (Dorf)
- Hirschbül (Einöde)
- Hofen (Dorf)
- Hofstatt (Weiler)
- Mösten (Weiler)
- Oberkehlen (Weiler)
- Pracht (Weiler)
- Reinharden (Einöde)
- Remnatsried (Kirchdorf)
- Riedhof (Weiler)
- Salchenried (Dorf)
- Schmalzgrub (Einöde)
- Seehof (Weiler)
- Settele (Weiler)
- Steinbach (Dorf)
- Stötten am Auerberg (Pfarrdorf)
- Unterkehlen (Weiler)
- Weghof (Weiler)
- Wies (Weiler)
- Winkel (Einöde)

## Geschichte

### Bis zur Gemeindegründung
Im Jahre 1314 erfolgte die erste Erwähnung Stöttens als Steten auf dem Urberc. Stötten am Auerberg gehörte zum Hochstift Augsburg. Seit dem Reichsdeputationshauptschluss von 1803 gehört der Ort zu Bayern. Im Jahr 1818 wurde die Gemeinde gegründet.

### Eingemeindungen
Im Zuge der Gebietsreform wurde am 1. Juli 1971 die Gemeinde Steinbach eingegliedert. Am 1. Juli 1976 kam Remnatsried hinzu. Rettenbach am Auerberg folgte am 1. Mai 1978. Nach zähen Auseinandersetzungen ist Rettenbach seit dem 1. Januar 1994 wieder selbständig. Seitdem besteht eine Verwaltungsgemeinschaft mit den Gemeinden Rettenbach am Auerberg und Stötten am Auerberg.

### Einwohnerentwicklung
Zwischen 1988 und 2008 verlor Stötten a. A. 609 Einwohner bzw. ca. 25 %, insbesondere durch das Ausscheiden von Rettenbach a. A. im Jahre 1994. Zwischen 1995 und 2015 wuchs die Gemeinde um 68 Einwohner bzw. ca. 4 %.
Alle Einwohnerzahlen beziehen sich auf das Gebiet der heutigen Gemeinde – außer die Zahl für 1991, die das 1994 ausgeschiedene Rettenbach a. A. beinhaltet.
| Jahr | Einwohner |
| ---- | --------- |
| 1840 | 1193      |
| 1900 | 1337      |
| 1939 | 1395      |
| 1950 | 2130      |
| 1961 | 1810      |
| 1970 | 1851      |
| 1987 | 1748      |
| 1991 | *2723     |

| Jahr | Einwohner |
| ---- | --------- |
| 1995 | 1798      |
| 2000 | 1884      |
| 2002 | 1893      |
| 2004 | 1892      |
| 2005 | 1869      |
| 2006 | 1867      |
| 2007 | 1859      |
| 2008 | 1838      |

| Jahr | Einwohner |
| ---- | --------- |
| 2009 | 1822      |
| 2010 | 1834      |
| 2011 | 1834      |
| 2012 | 1835      |
| 2013 | 1841      |
| 2014 | 1836      |
| 2015 | 1866      |
| 2016 | 1836      |

| Jahr | Einwohner |
| ---- | --------- |
| 2017 | 1865      |
| 2018 | 1865      |
| 2019 | 1890      |
| 2020 | 1914      |
| 2021 | 1927      |
| 2022 | 1991      |

*mit Rettenbach a. A./Quelle: BayLSt

## Politik

### Bürgermeister
Erster Bürgermeister ist Michael Neumann (Bürgergemeinschaft Stötten am Auerberg). Dieser wurde im Jahr 2023 Nachfolger von Ralph Grube (Allgemeine Wählerschaft) und am 7. Mai 2023 mit 73,34 % gewählt und ist der erste Hauptamtliche Bürgermeister der Gemeinde.

### Gemeinderat
Für die Wahl am 15. März 2020 lag nur der Wahlvorschlag der Allgemeinen Wählerschaft mit 13 Bewerbern vor. Die 12 Bewerber dieser Wählergruppe mit den höchsten Stimmenzahlen bilden von Mai 2020 bis April 2026 zusammen mit dem Ersten Bürgermeister den Gemeinderat. Die Wahlbeteiligung lag bei 65,37 %.

### Auerbergland
Stötten ist Mitgliedsgemeinde der die Grenzen der Regierungsbezirke Schwaben und Oberbayern überschreitenden interkommunalen Allianz „Auerbergland“.

### Wappen
|  | Blasonierung: „Unter rotem Schildhaupt, darin eine silberne Wellenleiste, in Silber auf grünem Dreiberg ein grünes Kleeblattsteckkreuz, beseitet von zwei aufrechten schwarzen Ochsenhörnern.“ |
|  | |

## Baudenkmäler
- St. Peter und Paul (Stötten am Auerberg)
- Pfarrhaus

## Wirtschaft und Infrastruktur

### Wirtschaft einschließlich Land- und Forstwirtschaft
Es gab im Jahr 2021 nach der amtlichen Statistik im Bereich der Land- und Forstwirtschaft keine, im produzierenden Gewerbe 76 und im Bereich Handel und Verkehr 71 sozialversicherungspflichtig Beschäftigte am Arbeitsort. In sonstigen Wirtschaftsbereichen waren am Arbeitsort 70 Personen sozialversicherungspflichtig beschäftigt. Sozialversicherungspflichtig Beschäftigte am Wohnort gab es insgesamt 812. Im verarbeitenden Gewerbe gab es keine, im Bauhauptgewerbe sieben Betriebe. Zudem bestanden im Jahr 2020 80 landwirtschaftliche Betriebe mit einer landwirtschaftlich genutzten Fläche von 2083 ha, davon waren 0 ha Ackerfläche und 2083 ha Dauergrünfläche.

### Verkehr
Stötten liegt an der Bundesstraße 16 zwischen Marktoberdorf und Füssen. Von 1899 bis 1973 bestand zwischen Marktoberdorf und Lechbruck eine Lokalbahnlinie mit Bahnhöfen auch in Stötten und Steinbach, danach wurde auf deren Trasse ein regionaler Radweg gebaut, der heute ein Teilstück der sogenannten „Dampflokrunde“ ist.

### Bildung
Es gibt folgende Einrichtungen (Stand: 2022):
- 1 Kindergarten: 91 Kindergartenplätze mit 84 Kindern
- 1 Volksschule: fünf Lehrer und 97 Schüler

## Bilder

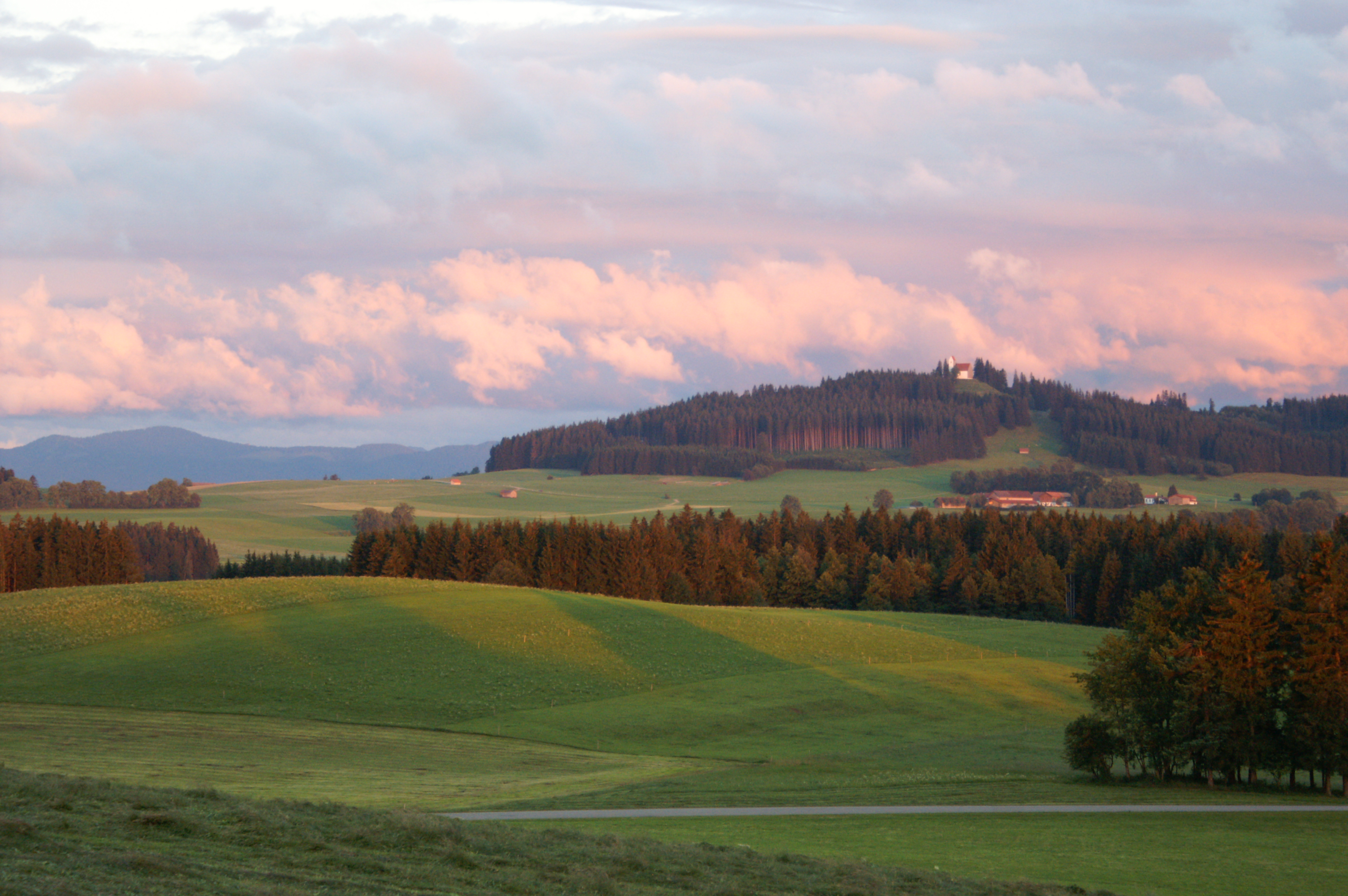
Auerberg (1055 m NN) von Norden
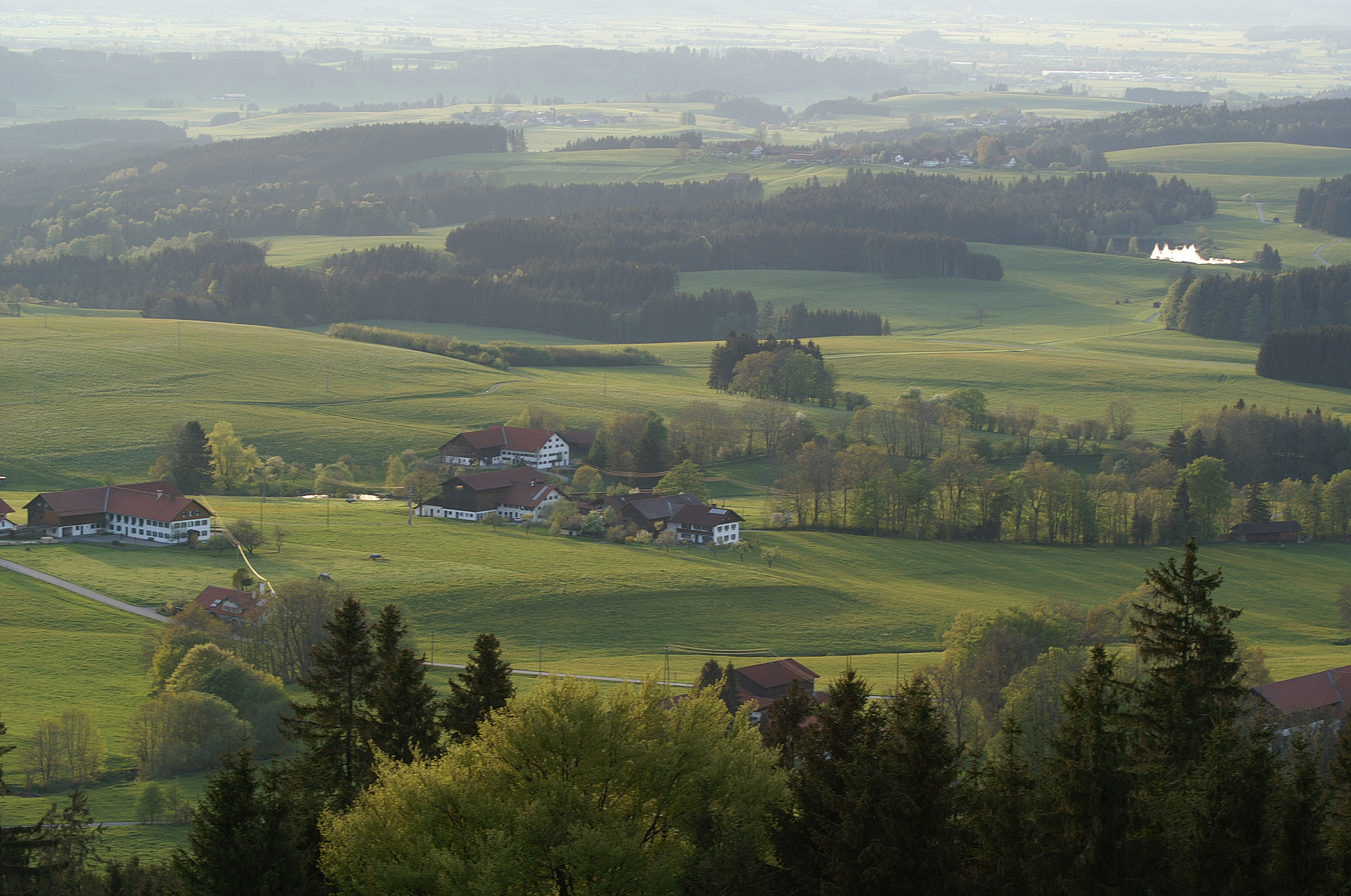
Hofstatt und Weidensee vom Auerberg
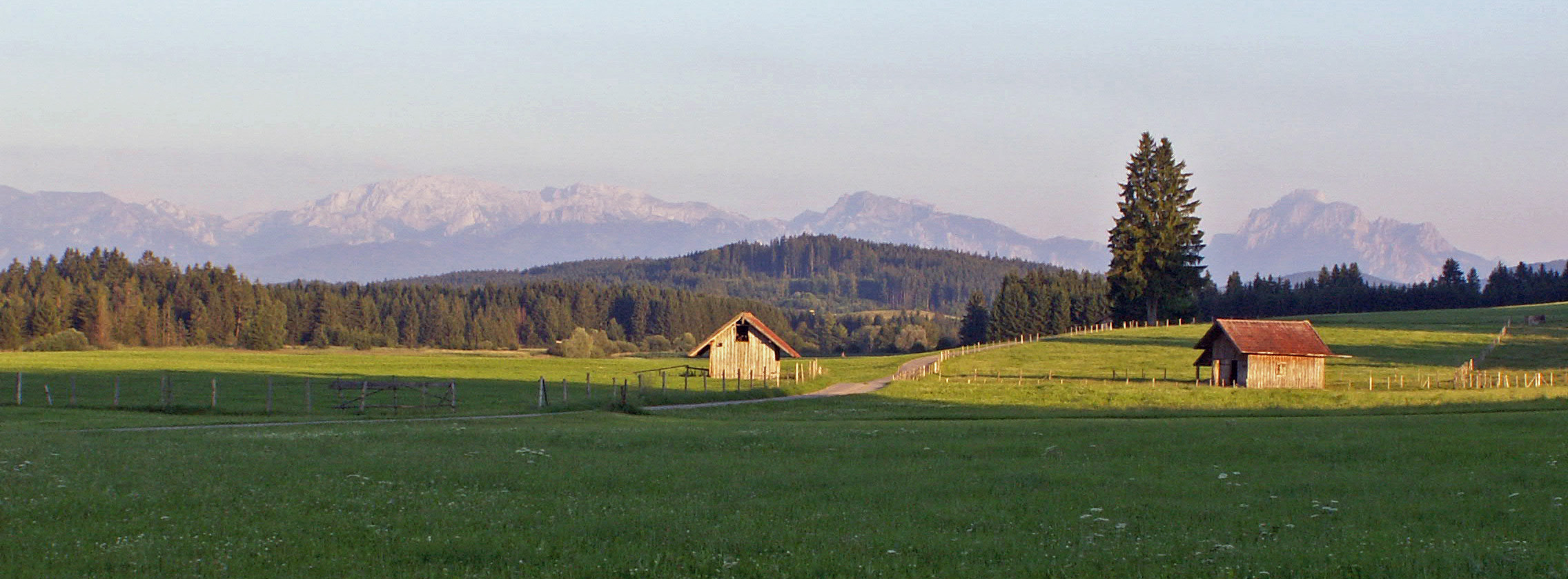
Im Stöttener Moos
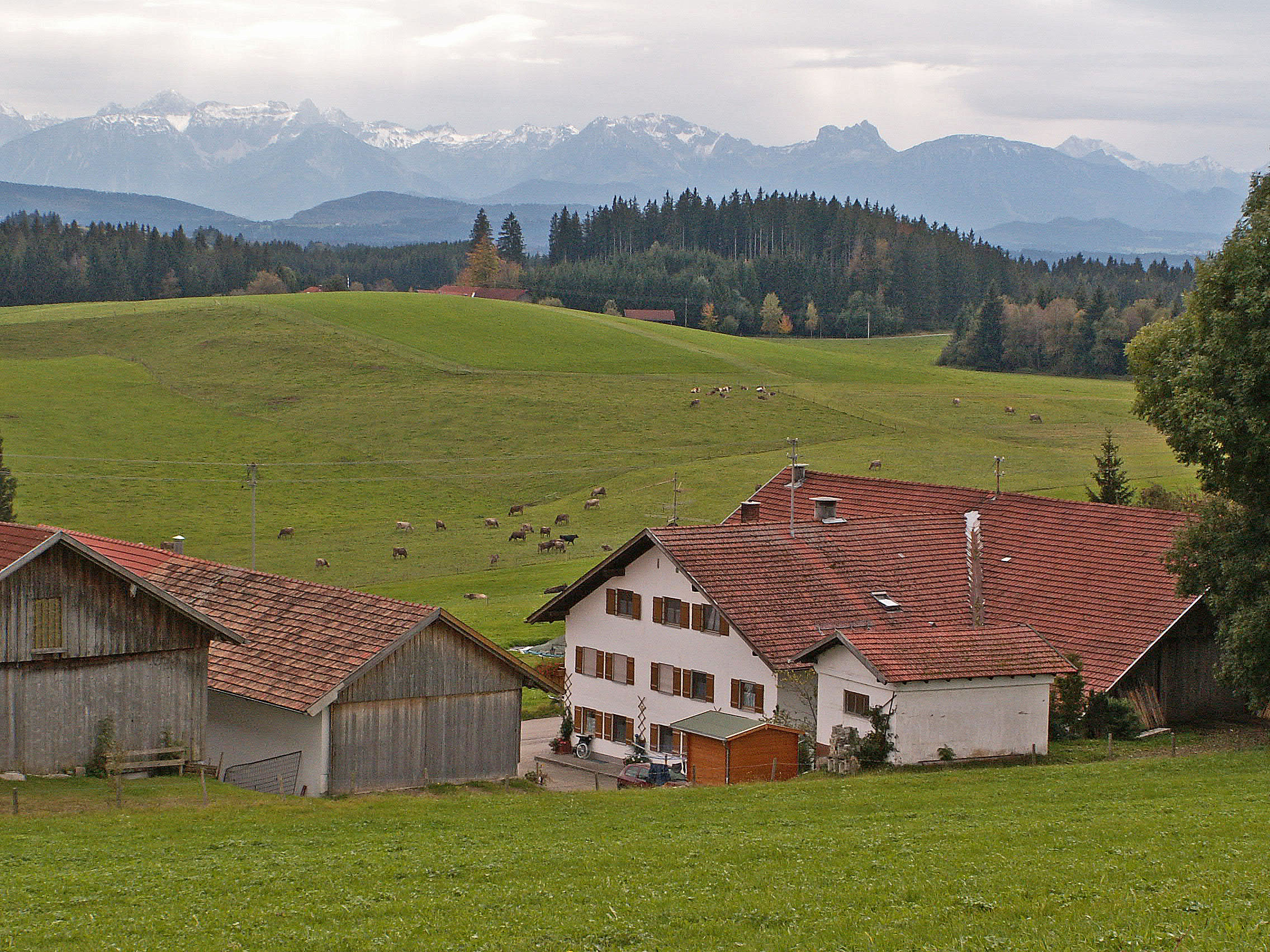
Mösten
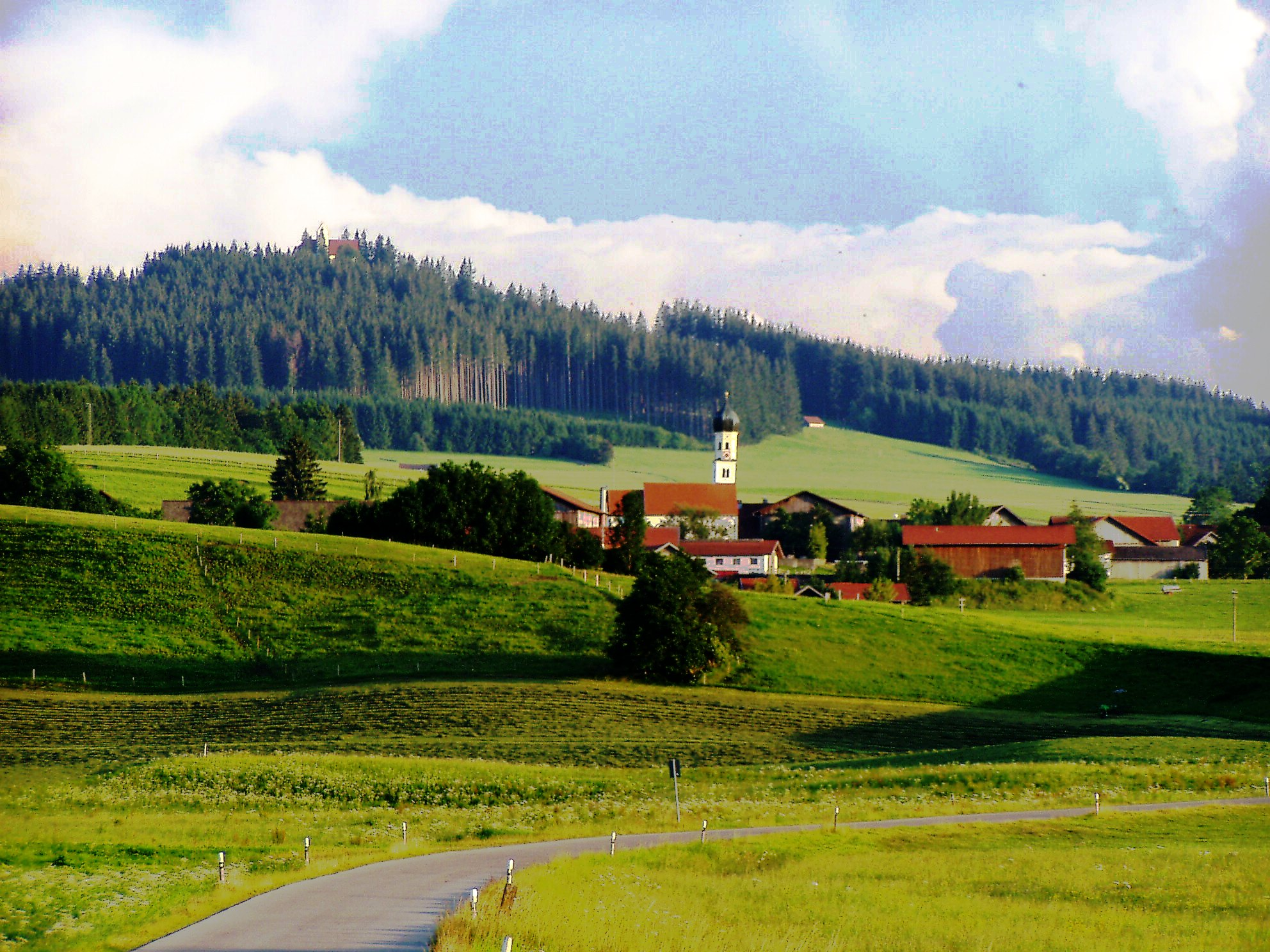
Remnatsried
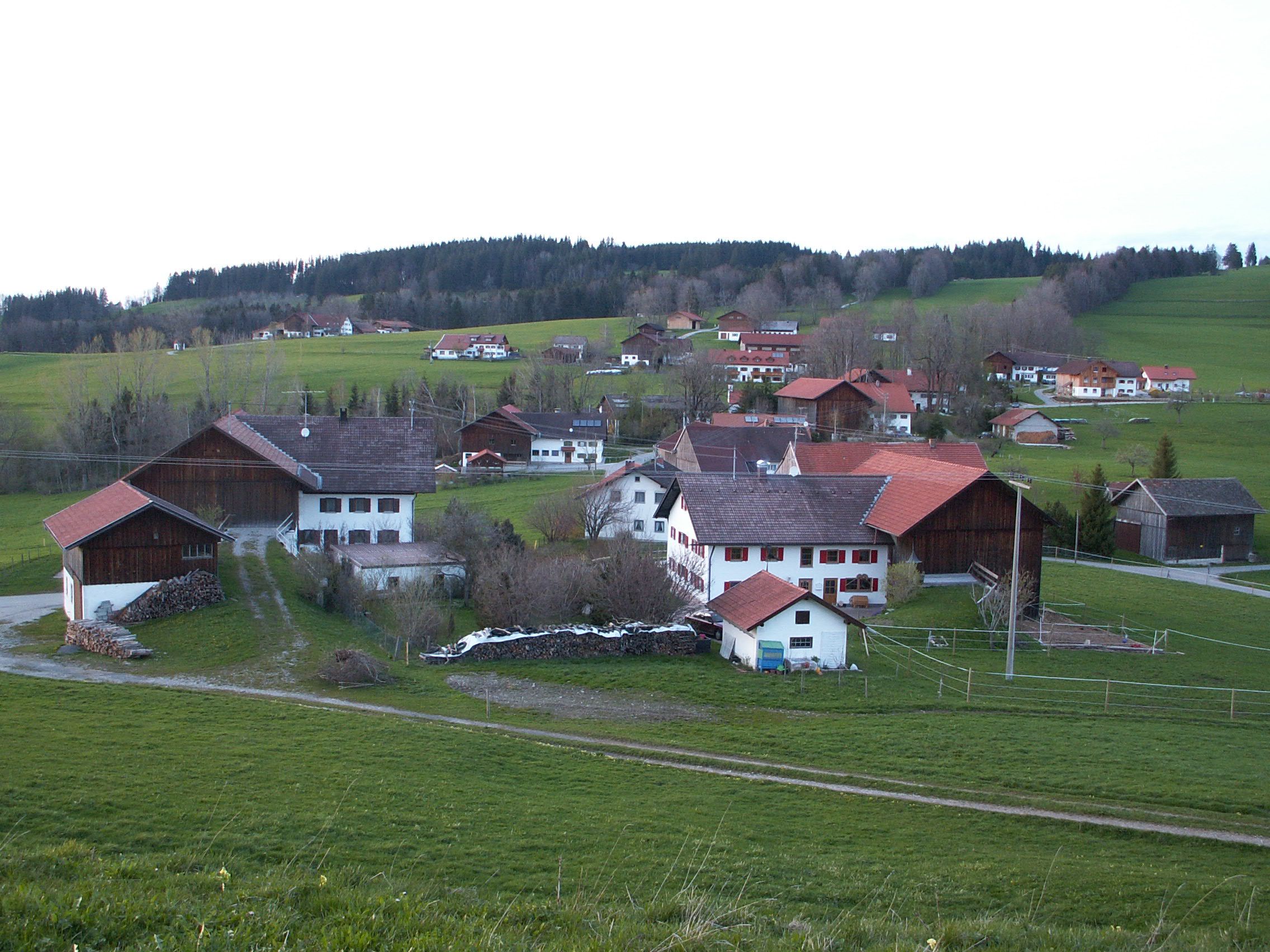
Salchenried
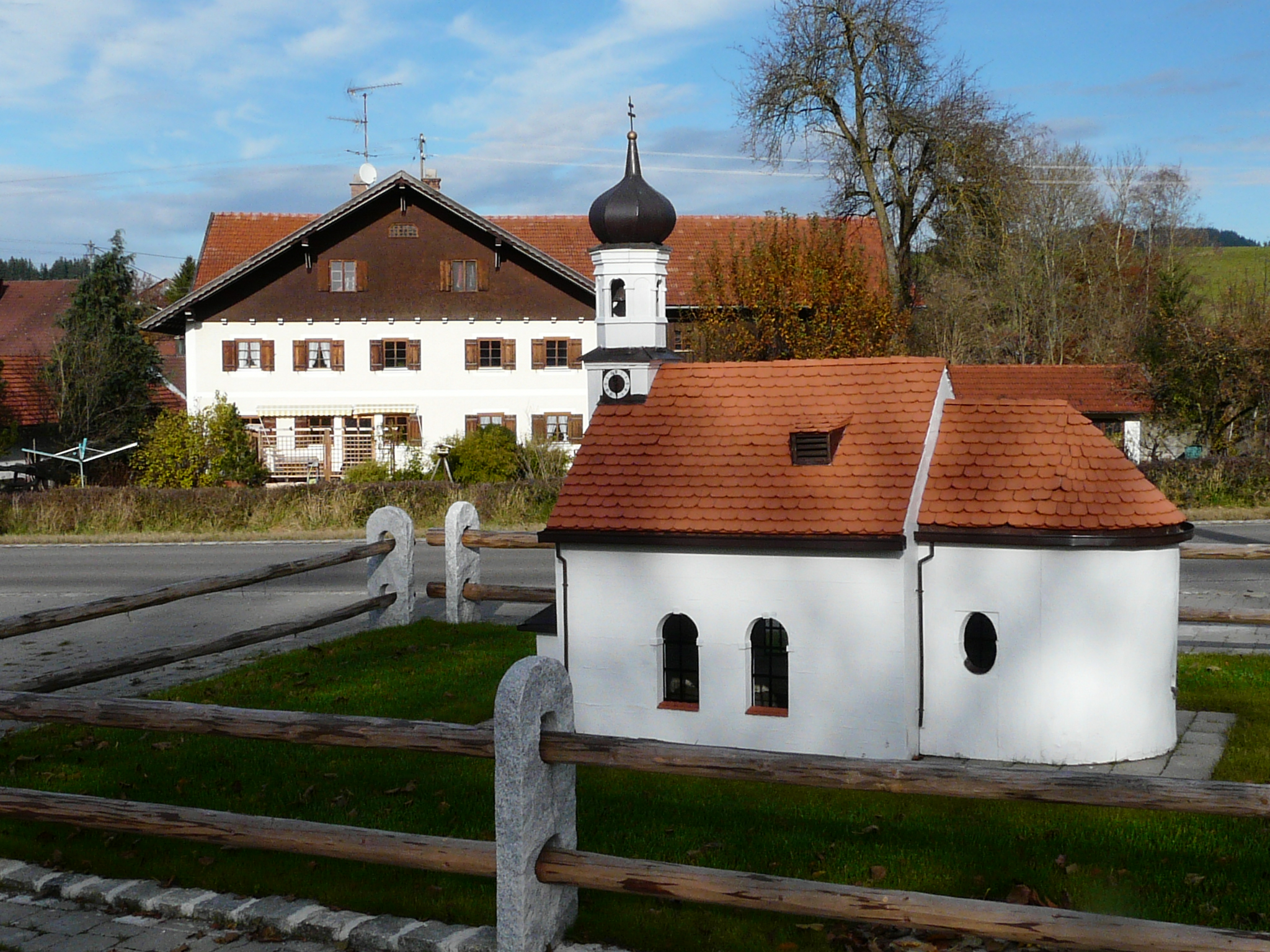
Steinbach

## Persönlichkeiten
- Peter Alois Gratz (* 17. August 1769 in Mittelberg; † 1. November 1849 in Darmstadt), katholischer Bibelwissenschaftler, aufgewachsen in Stötten am Auerberg
- Lorenz Clemens (von) Gratz (* 26. Januar 1806 in Stötten am Auerberg; † 18. November 1884 in Augsburg), Neffe von Peter Alois Gratz, katholischer Bibelwissenschaftler, Augsburger Generalvikar (1856–1882) und Domdekan (1869–1884)